# Brad Larsen
Bradley Albin "Brad" Larsen, född 28 januari 1977, är en kanadensisk ishockeytränare och före detta professionell ishockeyforward som var senast tränare för Columbus Blue Jackets i National Hockey League (NHL).

## Spelare
Brad Larsen spelade i åtta säsonger i NHL, där han spelade för Colorado Avalanche och Atlanta Thrashers. Han producerade 48 poäng (19 mål och 29 assists) samt drog på sig 134 utvisningsminuter på 294 grundspelsmatcher. Han spelade också för Hershey Bears, Chicago Wolves och Portland Pirates i American Hockey League (AHL) och Swift Current Broncos i Western Hockey League (WHL).
Larsen blev först draftad av Ottawa Senators i tredje rundan i 1995 års draft som 53:e spelaren totalt. Hans spelarrättigheter blev dock övertagna av Colorado Avalanche i utbyte mot den finländske ishockeybacken Janne Laukkanen, parterna skrev dock inget kontrakt med varandra. Larsen blev tillgänglig att väljas i NHL-draften två år senare och valdes då av just Avalanche.
Han spelade nio matcher för Avalanche under säsongen 2000–2001 när Avalanche vann Stanley Cup, med blev inte kvalificerad som Stanley Cup-mästare eftersom han spelade för få matcher för dem.

### Statistik
| Källa: Utv = Utvisningsminuter | Källa: Utv = Utvisningsminuter | Källa: Utv = Utvisningsminuter |             | Grundserie  | Grundserie  | Grundserie  | Grundserie  | Grundserie  |             | Slutspel    | Slutspel    | Slutspel    | Slutspel    | Slutspel |
| Säsong                         | Lag                            | Liga                           | Matcher     | Mål         | Assist      | Poäng       | Utv         | Matcher     | Mål         | Assist      | Poäng       | Utv         |             |          |
| ------------------------------ | ------------------------------ | ------------------------------ | ----------- | ----------- | ----------- | ----------- | ----------- | ----------- | ----------- | ----------- | ----------- | ----------- | ----------- | -------- |
| 1992–1993                      | Nelson Leafs                   | KIJHL                          | 42          | 31          | 37          | 68          | 164         | —           | —           | —           | —           | —           |             |          |
| 1993–1994                      | Swift Current Broncos          | WHL                            | 64          | 15          | 18          | 33          | 37          | 7           | 1           | 2           | 3           | 4           |             |          |
| 1994–1995                      | Swift Current Broncos          | WHL                            | 62          | 24          | 33          | 57          | 73          | 6           | 0           | 1           | 1           | 2           |             |          |
| 1995–1996                      | Swift Current Broncos          | WHL                            | 51          | 30          | 47          | 77          | 67          | 6           | 3           | 2           | 5           | 13          |             |          |
| 1996–1997                      | Swift Current Broncos          | WHL                            | 61          | 36          | 46          | 82          | 61          | —           | —           | —           | —           | —           |             |          |
| 1997–1998                      | Colorado Avalanche             | NHL                            | 1           | 0           | 0           | 0           | 0           | —           | —           | —           | —           | —           |             |          |
|                                | Hershey Bears                  | AHL                            | 65          | 12          | 10          | 22          | 80          | 7           | 3           | 2           | 5           | 2           |             |          |
| 1998–1999                      | Hershey Bears                  | AHL                            | 18          | 3           | 4           | 7           | 11          | 5           | 0           | 1           | 1           | 6           |             |          |
| 1999–2000                      | Hershey Bears                  | AHL                            | 52          | 13          | 26          | 39          | 66          | 14          | 5           | 2           | 7           | 29          |             |          |
| 2000–2001                      | Colorado Avalanche             | NHL                            | 9           | 0           | 0           | 0           | 0           | —           | —           | —           | —           | —           |             |          |
|                                | Hershey Bears                  | AHL                            | 67          | 21          | 25          | 46          | 93          | 10          | 1           | 3           | 4           | 6           |             |          |
| 2001–2002                      | Colorado Avalanche             | NHL                            | 50          | 2           | 7           | 9           | 47          | 21          | 1           | 1           | 2           | 13          |             |          |
| 2002–2003                      | Colorado Avalanche             | NHL                            | 6           | 0           | 3           | 3           | 2           | —           | —           | —           | —           | —           |             |          |
|                                | Hershey Bears                  | AHL                            | 25          | 3           | 6           | 9           | 25          | 4           | 1           | 1           | 2           | 8           |             |          |
| 2003–2004                      | Colorado Avalanche             | NHL                            | 26          | 2           | 2           | 4           | 11          | —           | —           | —           | —           | —           |             |          |
|                                | Hershey Bears                  | AHL                            | 21          | 4           | 13          | 17          | 40          | —           | —           | —           | —           | —           |             |          |
|                                | Atlanta Thrashers              | NHL                            | 6           | 0           | 0           | 0           | 2           | —           | —           | —           | —           | —           |             |          |
| 2004–2005                      | Chicago Wolves                 | AHL                            | 75          | 26          | 23          | 49          | 112         | 18          | 4           | 7           | 11          | 22          |             |          |
| 2005–2006                      | Atlanta Thrashers              | NHL                            | 62          | 7           | 8           | 15          | 21          | —           | —           | —           | —           | —           |             |          |
|                                | Chicago Wolves                 | AHL                            | 6           | 1           | 0           | 1           | 8           | —           | —           | —           | —           | —           |             |          |
| 2006–2007                      | Atlanta Thrashers              | NHL                            | 72          | 7           | 6           | 13          | 39          | 4           | 0           | 2           | 2           | 0           |             |          |
| 2007–2008                      | Atlanta Thrashers              | NHL                            | 62          | 1           | 3           | 4           | 12          | —           | —           | —           | —           | —           |             |          |
| 2008–2009                      | Spelade ej.                    | Spelade ej.                    | Spelade ej. | Spelade ej. | Spelade ej. | Spelade ej. | Spelade ej. | Spelade ej. | Spelade ej. | Spelade ej. | Spelade ej. | Spelade ej. | Spelade ej. |          |
| 2009–2010                      | Portland Pirates               | AHL                            | 55          | 13          | 13          | 26          | 40          | 4           | 0           | 0           | 0           | 0           |             |          |
| NHL totalt                     | NHL totalt                     | NHL totalt                     | 294         | 19          | 29          | 48          | 134         | 25          | 1           | 3           | 4           | 13          |             |          |
| AHL totalt                     | AHL totalt                     | AHL totalt                     | 384         | 96          | 120         | 216         | 475         | 62          | 14          | 16          | 30          | 73          |             |          |
| WHL totalt                     | WHL totalt                     | WHL totalt                     | 238         | 105         | 144         | 249         | 238         | 19          | 4           | 5           | 9           | 19          |             |          |

#### Internationellt
| Källa: Utv = Utvisningsminuter | Källa: Utv = Utvisningsminuter | Källa: Utv = Utvisningsminuter |         |     |         |       |     |  |
| År                             | Lag                            | Mästerskap                     | Matcher | Mål | Assists | Poäng | Utv |  |
| ------------------------------ | ------------------------------ | ------------------------------ | ------- | --- | ------- | ----- | --- |  |
| 1996                           | Kanada                         | La Copa de México              | 5       | 2   | 2       | 4     | 2   |  |
| 1996                           | Kanada                         | JVM                            | 6       | 1   | 1       | 2     | 4   |  |
| 1997                           | Kanada                         | JVM                            | 7       | 0   | 1       | 1     | 6   |  |
| Junior totalt                  | Junior totalt                  | Junior totalt                  | 18      | 3   | 4       | 7     | 12  |  |

## Tränare
Direkt efter att han avslutade sin aktiva spelarkarriär blev Larsen assisterande tränare för Springfield Falcons i AHL. Han var på den positionen två år innan han blev befordrad till att vara tränare för laget. 2014 beslutade Columbus Blue Jackets att flytta upp honom från AHL och att bli assisterande tränare för deras lag i NHL och arbeta med tränaren Todd Richards. Richards lämnade dock redan efter första säsongen och blev ersatt av John Tortorella. Den 9 maj 2021 gick Blue Jackets ut offentligt och meddelade att de inte skulle förnya Tortorellas kontrakt utan ville ta in en ny tränare. Den 11 juni blev det officiellt att Larsen hade blivit utsedd att efterträda Tortorella.

### Statistik
| Lag                   | Säsong    | Grundserie | Grundserie | Grundserie | Grundserie        | Grundserie | Grundserie | Slutspel |  |
| Lag                   | Säsong    | Matcher    | Vinster    | Förluster  | Övertidsförluster | Poäng      | Placering  | Resultat |  |
| --------------------- | --------- | ---------- | ---------- | ---------- | ----------------- | ---------- | ---------- | -------- |  |
| Columbus Blue Jackets | 2021–2022 | 0          | 0          | 0          | 0                 | 0          |            |          |  |
| Totalt                | Totalt    | 0          | 0          | 0          | 0                 | 0          |            |          |  |